# República Socialista de Eslovenia
La República Socialista de Eslovenia, abreviado como RS de Eslovenia (en esloveno: Socialistična republika Slovenija) fue una república constituyente de la antigua República Federativa Socialista de Yugoslavia, en el período de 1945 hasta 1991. Fue denominada inicialmente como Estado Federado de Eslovenia (Federalna Slovenija) entre 1943 y 1945, y como República Popular de Eslovenia (Ljudska Republika Slovenija) entre 1945 y 1963. Fue la más próspera de las seis repúblicas socialistas yugoslavas.
En 1990, la Liga de los Comunistas de Yugoslavia permitió la aparición de otros partidos políticos, lo que facilitó la democratización del país. El 8 de marzo del mismo año, el gobierno esloveno decide cambiar el nombre del país por el actual, el de República de Eslovenia, sin las connotaciones comunistas. A finales de 1990 se celebró un referéndum en el que 94% de los votantes votó a favor de la secesión. Un año después, el 25 de junio de 1991, Eslovenia declararía su total independencia, lo que dio inicio a la Guerra de los Diez Días.
La guerra finalizaría el 6 de julio con la victoria de las fuerzas eslovenas y la consolidación de la independencia del país, que pronto fue reconocida por la comunidad internacional. Este conflicto se considera el principal detonante de las posteriores Guerras Yugoslavas, que culminaron con la desintegración definitiva de Yugoslavia, consumada en junio de 2006 con la independencia de Montenegro.